# Oxilus paolii
Oxilus paolii är en skalbaggsart som först beskrevs av Capra 1957.  Oxilus paolii ingår i släktet Oxilus och familjen långhorningar. Inga underarter finns listade i Catalogue of Life.